# Combined diesel and gas
Combined diesel and gas (CODAG) är en typ av framdrivningssystem för fartyg som behöver en toppfart som är betydligt högre än marschfarten, typiskt moderna örlogsfartyg som fregatter och korvetter.

Principskiss över ett CODAG-framdrivningssystem, med växellådor med två växlar för dieselmotorerna.

Systemet består av dieselmotorer för marschfart och gasturbiner som kan kopplas in för högre fart. I vanliga fall är skillnaden i effekt från drift med enbart dieselmotorerna till den kombinerade effekten av dieselmotorer och gasturbiner så stor att även med en propeller med reglerbar stigning så måste propellervartalet ökas mer än vad dieselmotorn kan klara av med en fix utväxling. På grund av detta måste dieselmotorerna kopplas till propelleraxeln med hjälp av en flerväxlad växellåda. Detta i kontrast till CODOG-system vilka kopplar dieselmotorn med en enklare fix utväxling till propelleraxel, men kopplar ur den när gasturbinen startas. Fördelen är att CODAG-systemet kan klara sig med något mindre gasturbiner för nå samma toppfart som ett CODOG-system, men med nackdelen av ett något mer avancerat växelarrangemang för dieselmotorerna.
CODAG-systemet användes först på de tyska fregatterna av Köln-klass.